# Ischnotoma (Ischnotoma) goldfinchi
Ischnotoma (Ischnotoma) goldfinchi is een tweevleugelige uit de familie langpootmuggen (Tipulidae). De soort komt voor in het Australaziatisch gebied.